# Rozsdáshasú fedettcsőrű
A rozsdáshasú fedettcsőrű (Eugralla paradoxa) a madarak osztályának verébalakúak (Passeriformes) rendjébe és a fedettcsőrűfélék (Rhinocryptidae) családjába tartozó Eugralla nem egyetlen faja.

## Rendszerezés
A fajt Heinrich von Kittlitz német zoológus és ornitológus írta le 1830-ban, a Troglodytes nembe Troglodytes paradoxus néven.

## Előfordulása
Dél-Amerika délnyugati részén, Argentína és Chile területén honos. Természetes élőhelye a szubtrópusi és trópusi esőerdők és mérsékelt övi erdők.

## Megjelenése
Testhossza 14 centiméter, testtömege 25 gramm.

## Természetvédelmi helyzete
Az elterjedési területe nagyon nagy, egyedszáma ugyan csökken, de még nem éri el a kritikus szintet. A Természetvédelmi Világszövetség Vörös listáján nem fenyegetett fajként szerepel.